# Więzień nieba
Więzień nieba (hiszp. El prisionero del cielo) – trzecia książka hiszpańskiego pisarza Carlosa Ruiza Zafóna z cyklu Cmentarz zapomnianych książek. W Polsce premierę miała 19 kwietnia 2012 r., w Hiszpanii zaś w 2011 r. Wydana nakładem wydawnictwa Muza.

## Opis fabuły
Akcja rozgrywa się w Barcelonie, gdzie czytelnik przenosi się do 1957 r. – do księgarni Sempere i Synowie. W treści pojawiają się już znane postaci, tj. Daniel Sempere jako dorosły i stateczny mąż oraz jego ojciec (Cień wiatru), postać Davida Martina (Gra anioła) oraz Fermin – jako główny bohater tej powieści. To wokół niego i jego przeszłości toczy się cała akcja. Pewna tajemnica, teoretycznie mocno chroniona przez mężczyznę, musi zostać skonfrontowana z człowiekiem-duchem, który zrobi wszystko, by grzechy Fermina z przeszłości zostały ujawnione. W bolesnych retrospekcjach bohater zdecyduje się postawić krok w kierunku prawdy i wyjawić historie "o których Barcelona wolałaby zapomnieć".